# 葉復台
葉復台（1947年3月12日—），台灣男歌手、舞蹈家。中華民國海軍陸戰隊藝工隊退伍、舞蹈教師出身，因2010年5月上旬在世界衛星電視台節目《世界大美女俱樂部》中歌舞表演，影片上傳至Youtube後網路爆紅，隨後亦在綜藝節目中演出，並更受注目，而正式進入演藝圈，被網友封稱「舞棍阿伯」。

## 生平
葉復台的父親是中華民國國軍高階軍官，母親是舞蹈教師，因為母親是在家中開班授課，葉復台因此受到影響，對舞蹈逐漸有無比的興趣，他從幼開始習舞，舞齡至少五十年。他的長髮替他帶來不少麻煩；雖然靠著父親身分才得以繼續，不過父親也希望葉復台可以改掉對舞蹈的熱衷。原以為當兵會改變他，但當時中華民國海軍陸戰隊的藝工隊缺人，葉復台誤打誤撞受到林松義的啟蒙，在藝工隊三年也讓他學到多種舞蹈。
持續地練習及教學，甚至出國深造到英國皇家學院就讀，這一切使他變得心高氣傲，錢賺得多、女朋友多、進口跑車也多，青年時期的葉復台大致如此。另外，年輕的他曾上過老三台表演國標舞，也曾經當過舞群，甚至唱過電影《街頭小霸王》的主題曲，並發過一張《街頭小霸王》主題曲、片尾曲及插曲的黑膠唱片，卻因公司沒錢廣告，讓葉復台錯失人生第一次能紅的機會。
葉復台曾經有段婚姻，育有一女。雖然女友之多讓他賠上婚姻，但當時的他不認為有什麼問題。
但隨著年華失去，葉復台的學生也逐漸變少。直到2009年，才發覺自己歲數已大，舞蹈教室近乎沒有學生，所以在朋友建議下，決定上世界衛視電視台的〈世界大美女俱樂部〉節目，而當時葉復台也自認狀況困難，有節目上就很興奮；意外的是因為有網友拍攝片段並上傳在YouTube，終於讓葉復台受到矚目，終於有成為藝人的感覺。
為了把握這次走紅的機會，葉復台幾乎每天都要找哏，也表示「要做贏年輕人就要用腦筋」，且對葉復台來說，或許在觀眾眼中有些滑稽的舞蹈，其實是他精心設計的效果。雖然自己曾經想過為什麼這樣表演，但其實他也認為自己以前跩了那麼久，卻到近年才因為「舞棍阿伯」身分而出頭，所以很珍惜這個機會。
私下的葉復台已吃素三十餘年，不菸不酒，生活也算規律，但還是愛開快車。

## 音樂作品

### 音樂專輯
標粗體字之歌名代表主打（以官方定義為主，不完全代表實際宣傳效果）。
| 發行順序 | 專輯資料                                                                                        | 曲目 |
| -------- | ----------------------------------------------------------------------------------------------- | --- |
| 1st      | 第一張迷你專輯《舞棍阿伯》 - 發行日期：2010年11月 - 製作公司：中唱娛樂 - 語言：國語、台語       | 1. 舞棍阿伯 2. 熱舞恰恰 3. 嘸通放袂記 4. 癡情的愛 5. 倫巴情說 |
| 2nd      | 第一張錄音室專輯《舞棍大帝國》 - 發行日期：2012年2月3日 - 製作公司：家瑜興業 - 語言：國語、台語 | 1. 不老骨頭 2. 舞棍歌王 3. 來去笑 4. 怪模怪樣 5. 情綿綿 6. 舞棍阿伯 7. 熱舞恰恰 8. 嘸通放袂記 9. 痴情的愛 10. 倫巴情說 11. 舞棍大帝國 Megamix（熱舞恰恰+舞棍阿伯+不老骨頭） |
| 3th      | 第二張錄音室專輯《唱跳舞王》 - 發行日期：2015年1月4日 - 製作公司：中唱娛樂 - 語言：國語、英文   | 1. 唱跳舞王 2. 跟屁蟲 3. 今天明天 4. OH MY LOVE |

## 演出作品

### 電影
- 2012年－《愛的麵包魂》，飾演舞蹈評審
- 2013年－《大尾鱸鰻》，飾演阿福伯，同樣也是飾演自己
- 2013年－《舞力四射》，飾演舞蹈老師
- 2016年－《風雲高手》，飾演八仙

### 廣告
- GoShare 共享機車
- 電魂網絡科技網路遊戲〈流浪方舟〉
- 中華網龍網路遊戲〈鑽石俱樂部Online〉
- HI-LEX 海力士葡萄糖胺液
- 交通部觀光局智慧旅遊票卡徵名暨票選活動“智慧旅遊舞告讚”

## 獲得獎項
- 2011年－Yahoo!奇摩人氣爆紅男藝人獎
- 2013年－台灣優質生命協會生命之星演藝獎
- 2017年－中華兩岸藝術交流協會演藝貢獻金桌獎
- 2017年－台灣身心障礙發展協會愛心獎

## 外部連結
- 舞棍阿伯的脆
- 舞棍阿伯的IG專頁
- 舞棍阿伯葉復台的Facebook專頁
- 葉復台在香港影庫上的簡介
- 葉復台在时光网上的簡介（简体中文）